# Шергиш (Бихор)
Шергиш (рум. Șerghiș) насеље је у Румунији у округу Бихор у општини Варчорог. Oпштина се налази на надморској висини од 251 m.

## Становништво
Према подацима из 2002. године у насељу је живело 608 становника, од којих су сви румунске националности.